# Laphria reinwardtii
Laphria reinwardtii là một loài ruồi trong họ Asilidae. Laphria reinwardtii được Wiedemann miêu tả năm 1828.